# 2011年加拿大聯邦大選舞弊醜聞

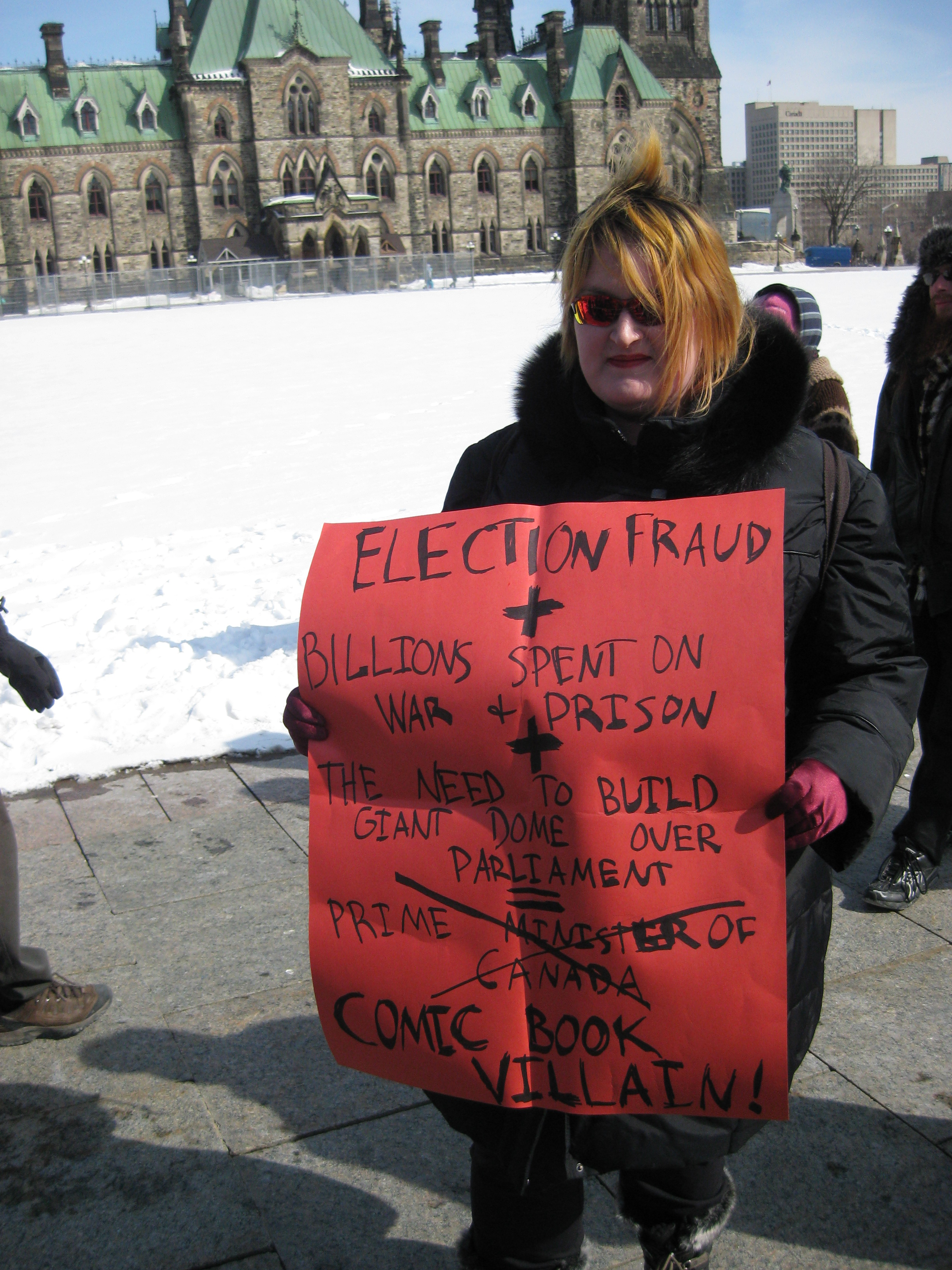
示威者手持寫有「選舉舞弊」的海報到國會山莊抗議

2011年加拿大聯邦大選舞弊醜聞是2011年加拿大聯邦大選期間發生的政治醜聞。在事件中保守黨競選辦公室涉嫌以電話向選民發放虛假信息，告知選民投票站地址有所改動，企圖透過抑制投票率從而干擾選舉結果。加拿大選舉管理局共接獲247宗相關投訴，涉及308個選區。由於根據加拿大選舉法，故意阻礙任何選民在選舉中投票是非法行為，加拿大皇家騎警（RCMP）及選舉管理局為此展開調查。事件迅速受到全國媒體的關注，導致2012年3月至4月期間至少27個城市的一連串抗議行動。

## 事件
在2011年加拿大聯邦大選期間，包括安大略省貴湖在內的至少14個選區的選民收到有關選舉的誤導性電話。該欺詐電話在選舉日的前一天透過電話系統公司RackNine致電選民，指示他們往錯誤的投票站投票。內容中有人冒充選舉管理局職員：「這是來自加拿大選舉管理局的自動系統訊息，由於選民投票率預計會增加，您的投票地點已更改。新的投票地點在雲咸街北55號老魁北克街購物中心。重複，新的投票地點在雲咸街北55號老魁北克街購物中心，如果您有任何疑問，請撥打熱線1-800-443-4456，我們對可能造成的任何不便表示歉意。」
選舉日當天上午10:00後，欺詐電話在短時間內致電了數以千計的貴湖選民。由於選舉管理局收到大量投訴，地區選舉主任隨即打電話到電台，呼籲市民無需理會該欺詐電話。但在一個小時內，仍有150到200名選民趕到假的投票地點，有選民得知受騙後憤而撕掉了自己的選民證。上午11:06，選舉局專員安妮塔發送了一封緊急電子郵件給法律顧問，報告選舉主任亦致電詢問欺詐電話的事。基於陽光法案的規定，當時政府部門的內部文件在其後公開予公眾查閱。一封公開的電子郵件顯示，法律顧問致函給選舉事務副主任羅尼莫爾納，稱今次事件已不能以「嚴重」來形容，因主事者已擾亂了整個選舉的投票過程。
選舉管理局追查到欺詐電話來自魁北克省西南部一個城市，並傳訊了該手機供應商。手機供應商提供的資料顯示，貴湖區保守黨候選人馬蒂·伯克（Marty Burke）及貴湖區保守黨辦公室曾在大選前與電話系統公司RackNine有過31通電話。儘管如此，這並未足以證明保守黨是這次事件中的幕後主腦。調查在此後開始進入瓶頸，雖然選舉管理局曾透過信用咭繳費資料及IP地址追查涉事人物，但最後都徒勞無功。由於進展不理想，加拿大皇家騎警加入這場舞弊醜聞的調查團隊。

## 調查
2012年5月4日，選舉局調查員向法庭提交的文件中指出，當天保守黨競選工作人員安德烈曾使用RackNine，而在4分鐘內本案中的選舉欺詐電話使用與安德烈相同的IP地址致電選民，而此IP地址當時屬於貴湖保守黨競選總部內的一台電腦。另外，安德烈又在4月30日從保守黨的中央數據庫中下載了一份電話號碼列表，而欺詐電話的RackNine帳戶在同一天被創建。法庭傳召的證人指控，保守黨競選工作人員米高（Michael Sona）曾提出一個誤導性宣傳計劃，包括向非保守黨選民發送錯誤的票站地點。安德烈及米高於答辯中一再否認有參與事件。
8月份，法庭續審時收到調查員更有力的證據，顯示安德烈與打出欺詐電話的人在2011年5月1日至2日深夜使用同一部電腦，兩者使用期間並沒有登出。科技專家解釋此法庭文件時表示，安德烈在5月1日至2日三度登入Racknine網路界面，最後一次登出後，欺詐電話的Racknine帳戶隨即被人重新登入，而兩者使用的是同一瀏覽器。另外，安德烈原使用網絡代理（Proxy）登入，但1分鐘後再次登錄時卻忘了使用網絡代理，無意中直接瀏覽網站，暴露了自己的IP地址來自保守黨競選辦公室（99.225.28.34）。 

## 定罪結果
2014年8月，保守黨競選工作人員米高遭控違反《選舉法》，“畜意阻撓選民在選舉中投票”，處以9個月監禁及1年緩刑。雖然初審法官曾言，米高不可能單獨執行此犯罪行為，但米高是事件中唯一一名受到檢控的保守黨人。

## 另見
- 選舉舞弊